# Soba
Soba (Sova; pl. Sobas, Sovas), jedno od plemena Piman Indijanaca iz sjeverozapadnog Meksika. Swanton ih svrstava među Papage i navodi sela Carborica, Batequi, Mata, Pitic i San Ildefonso. Manuel Orozco y Berra ih navodi na svojoj listi, ali ne i na popisu jezika. Teritorij im se nalazio u Sonori u kraju duž rijeke Rio Altar.
Soba Indijanci svoje ime dobivaju po poglavici, a njihova populacija iznosila je oko 4,000 u drugoj polovici 17. stoljeća. Identični su možda s Piato.